# Michael Anthony Perry
Vous pouvez aider à l'améliorer ou bien discuter des problèmes sur sa page de discussion.
- Il ne cite pas suffisamment ses sources. Vous pouvez indiquer les passages à sourcer avec {{référence nécessaire}} ou {{Référence souhaitée}}, et inclure les références utiles en les liant aux notes de bas de page. (Marqué depuis avril 2024)
- Certaines informations devraient être mieux reliées aux sources mentionnées dans la bibliographie ou les liens externes. Améliorez sa vérifiabilité en les associant par des références. (Marqué depuis avril 2024)

- Archive Wikiwix
- Bing
- Cairn
- DuckDuckGo
- E. Universalis
- Gallica
- Google
- G. Books
- G. News
- G. Scholar
- Persée
- Qwant
- (zh) Baidu
- (ru) Yandex
- (wd) trouver des œuvres sur Wikidata

Michael Anthony Perry , né le 7 juin 1954 à Indianapolis aux États-Unis, est un religieux franciscain américain, Ministre général de l'ordre des frères mineurs de 2013 à 2021.

## Biographie
Anthropologue de formation, Michael Perry entre chez les franciscains en 1977 et est ordonné prêtre en 1984. Il a été ministre provincial de la province du Sacré-Cœur de Jésus (États-Unis). Il a été missionnaire en République démocratique du Congo pendant dix ans. Il a travaillé pour le Catholic Relief Services et comme conseiller sur les questions internationales pour la Conférence des évêques catholiques des États-Unis.
Le 22 mai 2013 à Rome, il est élu pour un mandat de trois ans 120e Ministre général de l'ordre des frères mineurs, ordre fondé par saint François d'Assise et plus connu sous le nom de Franciscains et dont il était jusqu'alors vicaire général et procureur. Il succède à José Rodríguez Carballo nommé le 6 avril 2013 par le pape François Secrétaire de la Congrégation pour les instituts de vie consacrée et les sociétés de vie apostolique.